# La febbre
La febbre è un film del 2005 diretto da Alessandro D'Alatri, basato sulle critiche alla burocrazia italiana e sulla difficoltà di realizzazione dei giovani.

## Trama
Mario Bettini è un trentenne di provincia pieno di idee e di entusiasmo e progetta, con i propri amici, di aprire una discoteca nuova e moderna, il "Mazdepaz". Un giorno, giunge la lettera di assunzione al comune come geometra: era ciò che il padre, ormai morto, e la madre, Maddalena, con cui Mario vive ancora, avevano fortemente sognato.
Al comune Mario sperimenta i primi giorni di lavoro con entusiasmo, con desiderio di fare e con le speranze di riuscire bene, mentre non abbandona il progetto con i propri amici, anzi si dà da fare per ottenere velocemente tutte le licenze, grazie alla sua presenza proprio negli uffici tecnici.
Tuttavia Mario impara anche a scontrarsi con le antipatie e tra queste quella fortissima di un dirigente del comune, suo superiore, che, piuttosto che elogiare la sua capacità, cerca di mortificarlo.
In questo periodo, però, Mario incontra anche la donna che amerà, Linda, una bellissima ragazza studentessa universitaria che lo trascinerà fuori da una vita monotona e ripetitiva. Tuttavia le cose peggiorano anche a casa con la madre, non d'accordo con il rapporto. Le cose non vanno meglio con il locale, che non può essere aperto a causa degli impedimenti del proprio superiore, motivo per cui egli litiga anche con i propri amici. Il colpo di grazia arriva con il trasferimento a dirigere i lavori al cimitero. Alla fine anche Linda deve allontanarsi per una borsa di studio vinta negli USA.
Mario, quindi, in rotta con tutto il mondo, sceglie di vivere con un suo amico e porta avanti il suo progetto di apertura del locale e, a risolvere il problema, interviene una visita del Presidente della Repubblica che vuole visitare proprio il cimitero. Mario diventa dunque fondamentale per la buona riuscita della visita presidenziale e, in un gioco di "do ut des", ottiene allora le licenze sperate.
Mario sogna di ricevere il Presidente della Repubblica nel suo locale e gli restituisce la carta d'identità in quanto non vuole essere cittadino, non vuole essere italiano, non vuole essere nessuno se non Mario in quanto ha sempre sognato di fare qualcosa per la società e per gli altri ma ciò gli è sempre stato impedito dalla burocrazia e dai potenti. Alla fine Mario si licenzia e sceglie una nuova vita, ritrovando l'amore.

## Colonna sonora
La colonna sonora del film comprende nove brani dei Negramaro tra cui Mentre tutto scorre, nove brani della Banda Ionica alcuni editi in passato e il brano che dà il titolo al film scritto per l'occasione, due di Louis Siciliano e di Simone Fabbroni. Ha ottenuto il premio di miglior colonna sonora e miglior canzone ai Nastri d'argento 2006.

## Premi e riconoscimenti
- 2006 - Nastro d'argento
  - Migliore colonna sonora
  - Migliore canzone originale (Mentre tutto scorre dei Negramaro)